# لئا ماری بکر
لئا-ماری بکر (متولد ۹ ژوئیه ۱۹۹۲ در Kassel l)، معروف به Lea، خواننده، ترانه‌سرا و نوازنده کیبورد آلمانی است.

## زندگی و حرفه
لیا دختر یک موسیقی درمانگر است. هنگامی که او ۱۵ ساله بود، شروع به انتشار فیلم در YouTube، با نام کوچک خود Lea-Marie کرد. آهنگ او Wo ist die Liebe hin بیش از ۲٫۷ میلیون بار بازدید شد. وی در هانوفر در رشته موسیقی تحصیل کرد.
نسخه او از Hildegard Knef 's hat hat alles seinen Sinn در آلبوم تلفیقی Für Hilde در سال ۲۰۱۵ گنجانده شد، و منجر به انتشار آلبوم موسیقی Vakuum در سال ۲۰۱۶ شد. موضوع این آلبوم اولین رابطه او و احساس عدم شناخت خانه است.
ترانه‌های او مضامین عشق، دوستی و تنهایی را توصیف می‌کند. بسیاری از ترانه‌های او مونولوگ داخلی است، که در آن او از خود سوالاتی می‌پرسد که اغلب بی پاسخ می‌مانند.
در سال ۲۰۱۷ او به همراه فردریک میشل (سازهای کوبه ای) و هانس پورومبکا (گیتار و سینت سایزر) برای اولین بار به تور رفت. او همچنین در جشنواره ترانه‌سرایی خواننده اوایل بهار در Saalfelden اجرا کرد.
همچنین در سال ۲۰۱۷، یک ریمیکس از Wohin willst du؟، با همکاری Gestört aber GeiL، به مقام یازدهم جدول تک آهنگ‌های آلمان، همراه با رتبه ۴۳ در نمودارهای اتریش رسید. وی همچنین Be My Now را با Gestört aber GeiL نوشت، که به عنوان آهنگ تیتراژ فصل هشتم نسخه آلمانی The Bachelor استفاده شد. این آهنگ به زبان انگلیسی است در حالی که تمام آهنگ‌های دیگر او به آلمانی نوشته شده‌است.
در اوت ۲۰۱۸ او آهنگ Immer wenn wir un sehn را منتشر کرد که با همکاری آرون ویلمر بازیگر فیلم Das schönste Mädchen der Welt نوشته شده‌است. در سپتامبر ۲۰۱۹، او ۱۱۰ را با همکاری Capital Bra و Samra منتشر کرد که به مقام برتر جدول آلمان رسید.
لیا در فصل هفتم Sing meinen Song - Das Tauschkonzert شرکت داشت.
او تا سال ۲۰۱۸ در هانوفر زندگی می‌کرد. از سال ۲۰۱۸ او در برلین زندگی می‌کند.

## دیسکوگرافی
| عنوان                                                           | تاریخ انتشار    | برچسب رکورد | موقعیت‌های اوج نمودار | موقعیت‌های اوج نمودار | موقعیت‌های اوج نمودار |
| عنوان                                                           | تاریخ انتشار    | برچسب رکورد | GER                  | AUT                  | SWI                  |
| --------------------------------------------------------------- | --------------- | ----------- | -------------------- | -------------------- | -------------------- |
| وکیوم                                                           | ۲۲ آوریل ۲۰۱۶   | چهار موسیقی | -                    | -                    | -                    |
| Zwischen meinen Zeilen                                          | ۱۴ سپتامبر ۲۰۱۸ | چهار موسیقی | ۶                    | ۵۳                   | ۳۵                   |
| ترپنهاوس                                                        | ۲۹ مه ۲۰۲۰      | چهار موسیقی | ۵                    | ۷                    | ۶                    |
| "-" ضبط شده‌ای است که در آن قلمرو نمودار نبوده یا منتشر نشده‌است. |                 |             |                      |                      |                      |

| عنوان                                                           | سال  | موقعیت‌های اوج نمودار | گواهینامه‌ها  | آلبوم                  |
| عنوان                                                           | سال  | GER                  | گواهینامه‌ها  | آلبوم                  |
| --------------------------------------------------------------- | ---- | -------------------- | ------------ | ---------------------- |
| لیزر                                                            | ۲۰۱۷ | 13                   | BVMI: پلاتین | Zwischen meinen Zeilen |
| زو دیر                                                          | ۲۰۱۸ | 54                   | BVMI: طلا    | Zwischen meinen Zeilen |
| 110 (پرولوگ)                                                    | ۲۰۱۹ | 43                   |              |                        |
| ترپنهاوس                                                        | ۲۰۲۰ | 18                   |              | ترپنهاوس               |
| باشه                                                            | ۲۰۲۰ | 85                   |              | ترپنهاوس               |
| "-" ضبط شده‌ای است که در آن قلمرو نمودار نبوده یا منتشر نشده‌است. |      |                      |              |                        |

## جوایز و نامزدها

### نتایج
| سال  | جایزه                         | نامزد شدن | کار کردن | نتیجه  | مرجع. |
| ---- | ----------------------------- | --- | --- | ------ | ----- |
| ۲۰۱۸ | New Music Award               | تازه‌وارد سال | خودش\|rowspan=1 style="background: #9EFF9E; color: #000; vertical-align: middle; text-align: center; " class="yes table-yes2 notheme"\|برنده | [ ۱۵ ] |       |
| ۲۰۱۸ | بامبی                         | rowspan=1 style="background: #FDD; color: black; vertical-align: middle; text-align: center; " class="no table-no2"\|نامزدشده          | خودش\|rowspan=1 style="background: #9EFF9E; color: #000; vertical-align: middle; text-align: center; " class="yes table-yes2 notheme"\|برنده | [ ۱۶ ] |       |
| ۲۰۱۹ | جوایز Bravo Otto              | rowspan=1 style="background: #9EFF9E; color: #000; vertical-align: middle; text-align: center; " class="yes table-yes2 notheme"\|برنده | خودش\|rowspan=1 style="background: #9EFF9E; color: #000; vertical-align: middle; text-align: center; " class="yes table-yes2 notheme"\|برنده | [ ۱۷ ] |       |
| ۲۰۱۹ | جوایز نسل آئودی               | rowspan=1 style="background: #9EFF9E; color: #000; vertical-align: middle; text-align: center; " class="yes table-yes2 notheme"\|برنده | خودش\|rowspan=1 style="background: #9EFF9E; color: #000; vertical-align: middle; text-align: center; " class="yes table-yes2 notheme"\|برنده | [ ۱۸ ] |       |
| ۲۰۱۹ | 1Live Krone Awards            | rowspan=1 style="background: #FDD; color: black; vertical-align: middle; text-align: center; " class="no table-no2"\|نامزدشده          | خودش\|rowspan=1 style="background: #9EFF9E; color: #000; vertical-align: middle; text-align: center; " class="yes table-yes2 notheme"\|برنده | [ ۱۹ ] |       |
| ۲۰۱۹ | 1Live Krone Awards            | بهترین تک آهنگ | rowspan=1 style="background: #FDD; color: black; vertical-align: middle; text-align: center; " class="no table-no2"\|نامزدشده                | [ ۲۰ ] |       |
| ۲۰۲۰ | جوایز Nickelodeon Kids Choice | نوازنده مورد علاقه (آلمان، اتریش، سوئیس)                                                                                               | خودش\|rowspan=1 style="background: #FDD; color: black; vertical-align: middle; text-align: center; " class="no table-no2"\|نامزدشده          | [ ۲۱ ] |       |
| ۲۰۲۰ | جوایز موسیقی MTV Europe       | rowspan=1 style="background: #FDD; color: black; vertical-align: middle; text-align: center; " class="no table-no2"\|نامزدشده          | خودش\|rowspan=1 style="background: #FDD; color: black; vertical-align: middle; text-align: center; " class="no table-no2"\|نامزدشده          | [ ۲۲ ] |       |
| ۲۰۲۰ | 1Live Krone Awards            | rowspan=1 style="background: #9EFF9E; color: #000; vertical-align: middle; text-align: center; " class="yes table-yes2 notheme"\|برنده | خودش\|rowspan=1 style="background: #FDD; color: black; vertical-align: middle; text-align: center; " class="no table-no2"\|نامزدشده          | [ ۲۳ ] |       |
| ۲۰۲۰ | جوایز Bravo Otto              | rowspan=1 style="background: #FFD; vertical-align: middle; text-align: center; " class="partial table-partial"\|در انتظار              | خودش\|rowspan=1 style="background: #FDD; color: black; vertical-align: middle; text-align: center; " class="no table-no2"\|نامزدشده          | [ ۲۴ ] |       |